# Mauriciu Blank
Mauriciu Blank (n. 8/20 iulie 1848, Pitești - d. 22 noiembrie 1929, Viena) a fost un bancher român de etnie evreiască, cofondator alături de Jacob Marmorosch al Băncii Marmorosch Blank.

## Biografie
Mauriciu Blank s-a născut la 8/20 iulie 1848 în orașul Pitești, ca primul fiu al lui Lebu Blanco, și era urmașul unei familii de evrei sefarzi veniți în România în secolul al XVIII-lea și care au purtat numele de Durrera el Blanco. A făcut studii la Viena, devenind diplomat în științe comerciale și financiare.
Reîntors în România, în anul 1863, Mauriciu Blank a fost angajat de către Jacob Marmorosch, patronul unei firme de negoț și împrumut de bani. Marmorosch își începuse activitatea de zaraf și cămătar în anul 1848 în București, într-o casă dintr-un șir de mici prăvălii din străzile Băcani și Blănari. Până în anul 1857, J. Marmorosch colaborase strâns cu cumnatul său Jacob Löbel, cel care, în 1865, a reușit să convingă conducerea Băncii Imperiale Otomane din Constantinopol (controlată de capitalul englez și francez) să înființeze o sucursală la București sub denumirea de „Banque de Roumanie”. 
În anul 1869, după șase ani de activitate, Mauriciu Blank devine părtaș la câștig, iar un an mai târziu Jacob Marmorosch se retrage la Viena, unde a rămas aproape permanent, până la moartea sa, survenită la data de 30 decembrie 1904.
La data de 1 ianuarie 1874, firma de negoț și import a lui Jacob Marmorosch se transformă în Banca Marmorosch, Blank & Co., cu un capital de 172.000 lei, acționând doar ca instituție de credit și fiind comanditată de Banca „Isac Löbel" din Viena. De la această dată Mauriciu Blank renunță la toate afacerile comerciale, axându-se pe afaceri strict financiare de bancă. În decursul timpului, sediul central al băncii s-a mutat pe rând, din zona Lipscani, pe strada Doamnei, într-un imobil construit de celebrul Anghel Saligny. 
În anul 1877, Banca Marmorosch, Blank & Co. a finanțat guvernul român în campania militară pentru obținerea Independenței de stat, iar ulterior a acordat fonduri statului român pentru construcția mai multor căi ferate (Buzău-Mărășești 1879-1881; Dorohoi-Iași 1894; Râmnicu Vâlcea - Căineni 1895) și a participat la străpungerea tunelului de la Barboși (1882), la canalizarea orașului București, precum și la modernizarea portului Constanța. 
De asemenea, a negociat mai multe angajamente externe pentru statul român, mijlocind C.E.C.-ului un împrumut de 5 milioane lei la Bruxelles și un altul de 8 milioane la Berlin. În anul 1899, în plină criză economică din România, Banca a acordat un împrumut de 16 milioane lei Ministerului de Finanțe, împrumut care a fost rambursat în 1903.

## Implicarea Băncii Marmorosch Blank în economia României

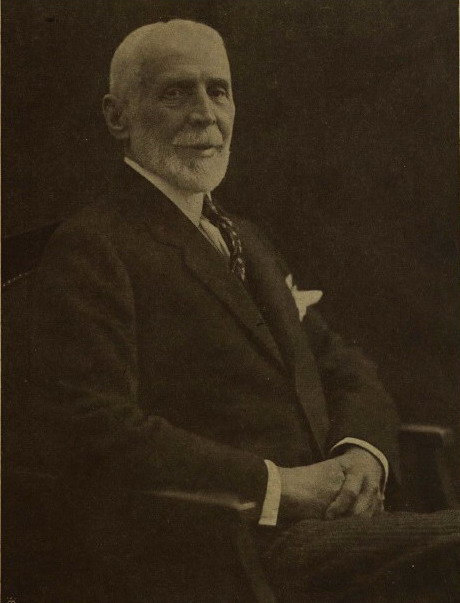
Mauriciu Blank, fondator și administrator-delegat al Băncii „Marmorosch Blank & Co.”, 1926.

Primele încercări de participare industrială se materializează prin participarea la fabrica de hârtie Letea din Bacău și la cea din Scăieni, la fabrica de zahăr de la Chitila, la fabrica de încălțăminte și furnituri militare M.Th. Mandrea din București și la fabrica de ciment de la Brăila, deschisă în colaborare cu I.G. Cantacuzino în 1889. 
În anul 1897, participă la înființarea „Societății Române de Asigurări Generale" din Brăila. Banca Marmorosch, Blank & Co. se implică și în achiziționarea de participații la alte bănci. Astfel, în anul 1899, participă la transformarea Băncii Comerțului din Craiova din societate cooperativă în societate anonimă iar în 1910 la Banca Moldova din Iași și Banca Centrală din Ploiești. La ultimele două bănci, Mauriciu Blank este ales președinte al consiliilor de administrație, ca urmare a ponderii ce o deținea în capitalul lor.
Și industria petrolieră atrage atenția lui Mauriciu Blank, el punând bazele mai multor societăți: „Societatea Română pentru Comerțul și Industria Petrolului" (1903), împreună cu Dimitrie A. Sturdza și G.G. Assan; societatea „Columbia" (1905); „Creditul Petrolifer" (1906), împreună cu Disconto Gesellschaft, Banca B. Bleichroder și Banca Generală din București. 
Până la Primul Război Mondial, banca a ajuns să dețină participații în capitalul mai multor întreprinderi din cele mai importante ramuri economice ale României: industriile forestieră și petrolieră, construcțiile publice și asigurările. 
În anul 1904, Banca Marmorosch, Blank & Co. se capitalizează, transformându-se în societate anonimă pe acțiuni cu capital mixt de 8 milioane lei; președintele Consiliului de Administrație era liderul politic Petre S. Aurelian, iar director general Mauriciu Blank (care deținea 3.700 acțiuni din totalul de 16.000). Celor două familii evreiești Marmorosch și Blank, li se asociază mai multe bănci străine (Darmstädter Bank din Berlin, Berliner Handels Gesellschaft și Banque Hongroise de Pest), banca păstrându-și denumirea inițială deoarece a continuat să fie administrată de către familiile evreiești din România, îndeosebi de Aristide Blank, fiul lui Mauriciu Blank. 
La 30 octombrie 1905 se mărește capitalul social la 10 milioane lei, mărire preluată de Banque de Paris et des Pays Bas, iar în 1913 capitalul atinge 20 de milioane lei. Beneficiind de sprijinul financiar extern, Banca Marmorosch, Blank & Co. a ajuns să controleze mai multe societăți comerciale din România, deținând părți importante în capitalul social al mai tuturor întreprinderi mari din industria românească.
În decembrie 1916 prim-ministrul Ion I.C. Brătianu i-a cerut părerea în legătură cu trimiterea tezaurului românesc la Moscova. Bătrânul bancher l-a sfătuit să nu-l trimită sub nici o formă în Rusia, susținând că e mai sigur să fie trimis în Anglia. La replica lui Brătianu că ar trebui plătită o primă de asigurare de 10 milioane lei aur, Mauriciu Blank ar fi replicat: „Consider că într-o vreme când se prăpădesc miliarde prin război, o primă de asigurare chiar de 10 milioane pentru tezaurul țării noastre nu este exagerată”.
Bătrânul bancher Mauriciu Blank a încetat din viață în anul 1929, la un sanatoriu din Viena.

## Legături externe
- 1931 - Un efect al crizei economice: Falimentul Băncii Marmorosch, Blank & Co. isciv.ro, accesat 22 iunie 2013
- Din secretele celui mai mare faliment bancar din istoria României zf.ro, accesat 22 iunie 2013
- Capela ascunsă din Pădurea Băneasa. Mauriciu Blank Arhivat în 14 noiembrie 2012, la Wayback Machine. bucurestiivechisinoi.ro, accesat 22 iunie 2013